# Allomerus octoarticulatus
Allomerus octoarticulatus (nome comum: pucacuru ou puca curu) é uma espécie de inseto do gênero Allomerus, pertencente à família Formicidae.

## Subespécies
Fora a subespécie padrão (A. octoarticulatus octoarticulatus), as descrições de duas outras subespécies são atualmente aceitas:
- A. octoarticulatus demerarae Wheeler, 1935
- A. octoarticulatus tuberculatus Forel, 1912